# Newtown Linford

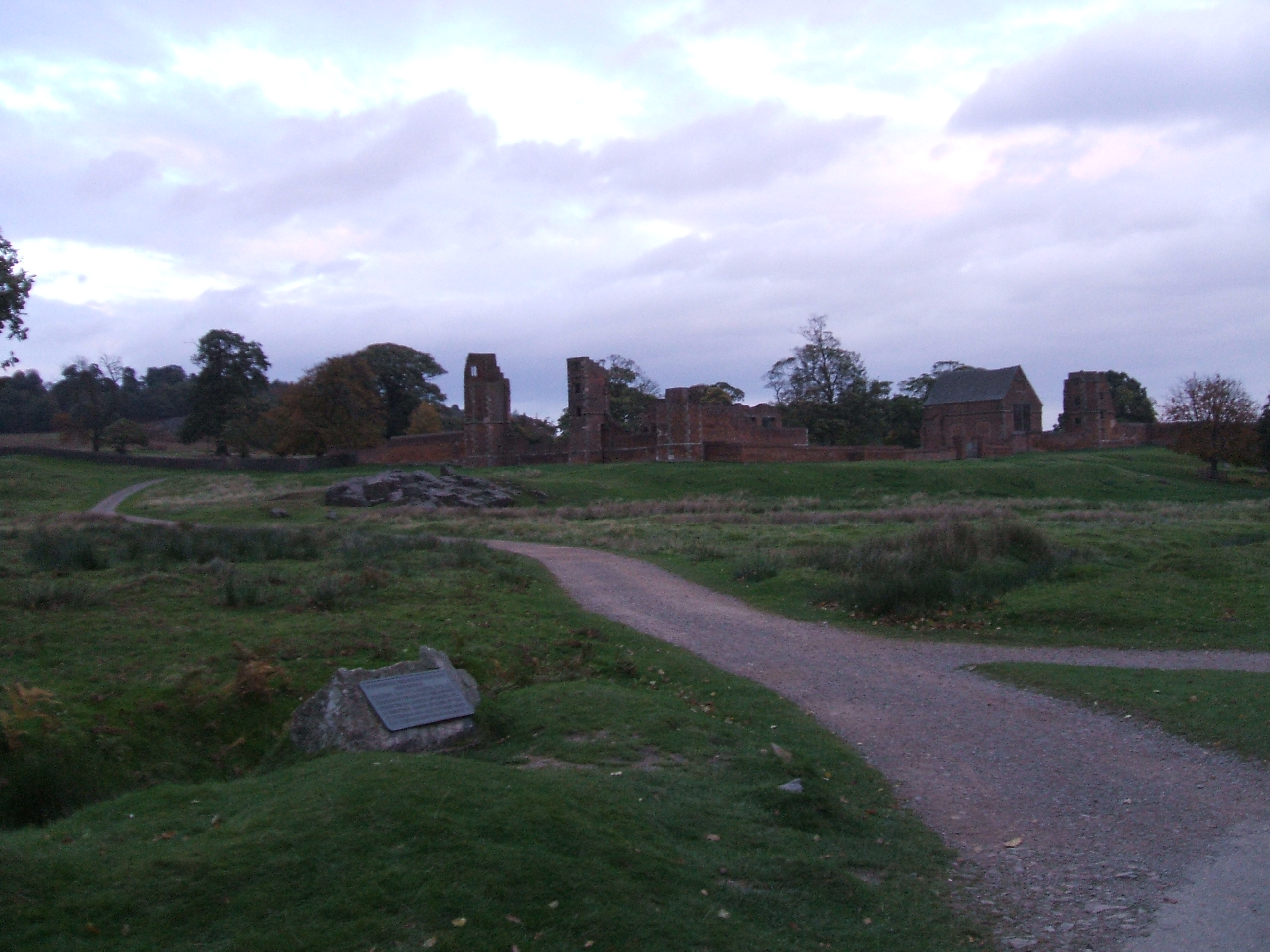
Lady Janes Geburtshaus

Newtown Linford ist ein Straßendorf in Leicestershire, Großbritannien. Es liegt innerhalb des National Forest und verfügt über den Bradgate Park, in dem die Ruine des Geburtshauses von Lady Jane Grey steht.

## Geschichte
Als die Familie Ferrers aus Groby den Ort Bradgate in einen Wildpark verwandelte, wurden die Menschen, die innerhalb des Anwesens lebten, in die „New Town“ (Neue Stadt) oder an den Weiler, wie es damals hieß, an der Furt des Flusses Lin (einst an der Kreuzung von Markfield Lane und Main Street gelegen) umgesiedelt. Das Dorf wurde erstmals 1293 urkundlich erwähnt und war zuvor als „Lyndynford“ bekannt. Die Dorfbewohner waren allesamt Pächter der Familie Ferrers und später der Familie Gray.
Durch das Dorf fließt der Fluss Lin, der in den Bradgate Park fließt und in das Wasserreservoir in Cropston mündet.
In Newtown Linford befindet sich eine der noch erhaltenen Polizei-Zellen Großbritanniens. Diese steht unter Denkmalschutz und wird noch heute von der örtlichen Polizei genutzt. Bekannt wurden diese Boxen durch ihre Verwendung in der Fernsehserie Doctor Who.

## Städtepartnerschaften
- Bradgate, Iowa